# L'Affaire Makropoulos
Věc Makropulos (L'Affaire Makropoulos en français) (JW 1/10) est le huitième et avant-dernier opéra de Leoš Janáček ; composé entre novembre 1923 et décembre 1925, créé le 18 décembre 1926 à Brno. Le livret est adapté par le compositeur lui-même à partir d'une pièce de Karel Čapek.

## Historique
Le compositeur, âgé alors de soixante-dix ans, souhaite adapter la pièce homonyme célèbre à l'époque de Karel Čapek, qui met en scène un univers de science-fiction. L'auteur est dans un premier temps sceptique, en particulier du fait que le compositeur ait adapté lui-même le livret.
L'ouvrage est créé le 18 décembre 1926 à Brno.

## Description
L'Affaire Makropoulos est un opéra en trois actes en tchèque. Ouvrage suivant directement son autre opéra La Petite Renarde rusée, celui-ci concentré sur la féérie, L'Affaire Makropoulos met en scène une intrigue judiciaire mêlée à un fond fantastique de science-fiction, explorant les thèmes de la longévité et le désir d'immortalité.
La partition accorde une place très importante à l'orchestre, parfois au détriment des chanteurs, qui « coupe leurs élans ». Celui-ci applique les concepts du compositeur autour de la « musique du langage parlé », se rapprochant parfois de la discussion, interrompu par des spasmes musicaux. Le thème du prélude est repris sous forme thématique tout au long de l'ouvrage.

### Personnages
Les rôles de L'Affaire Makropoulos comprennent les personnages suivants :
- Emilia Marty, une cantatrice : soprano dramatique
- Albert Gregor : ténor
- Vítek, premier clerc : ténor
- Krista, sa fille : mezzo-soprano
- Jaroslav Prus : baryton
- Janek Prus, son fils : ténor
- Dr. Kolenatý, avocat : baryton
- Theatermaschinist : basse
- Une femme de ménage : contralto
- Hauk-Schendorf : ténor-bouffe
- Une femme de chambre : contralto

## Argument

### Acte I
Un début d'après-midi pragois, vers 1920, au cabinet de maître Kolenatý. Vítek, le clerc, donne à Albert Gregor des nouvelles du procès qui, depuis 1827, oppose sa famille à celle du baron Prus. Lorsque l'avocat revient à son bureau, accompagné par la célèbre cantatrice Emilia Marty, nous en apprenons les causes : le défunt Josef Prus aurait eu, voilà bientôt cent ans, un fils illégitime avec la chanteuse Ellian MacGregor, dont descendraient tous les Gregor. Emilia connaît étrangement les détails de cette vieille histoire et donne la piste d'un testament de Prus en faveur de Ferdinand Gregor - qu'on retrouve, en effet. Reste à prouver la parenté des deux hommes. Marty promet d'en apporter la preuve à Albert, s'il l'aide à retrouver de vieux documents écrits en grec.

### Acte II
Le soir même, dans sa loge, Emilia se moque de chanteuses du passé et s'amuse tendrement d'un vieux comte sénile, Hauk-Šendorf, qui l'a connue et aimée cinquante ans plus tôt sous le nom de la gitane Eugenia Montez. Mais Emilia change d'humeur quand Prus avoue être en possession de lettres mettant en évidence le rôle d'une certaine Elina Makropoulos dans la naissance de Ferdinand. Contre une enveloppe cachetée qui accompagne ces lettres, la cantatrice promet une nuit d'amour au baron.

### Acte III
Le lendemain, après le suicide du fils Prus qu'Emilia avait soudoyé pour qu'il vole son père, on apprend toute la vérité sur cette fille de Hieronymus Makropoulos : née en Crête en 1575, elle servit de cobaye à un élixir de vie éternelle, devenant au fil des siècles les différentes femmes évoquées, et dont les initiales E. M. gardent la trace. L'effet de l'élixir s'estompant, elle est revenue à Prague pour retrouver sa formule, cachée dans les papiers de Prus. Mais elle avoue le malheur d'une si longue existence et offre finalement la formule à la fille de Vítek qui la brûle. Emilia s'effondre, morte.

## Mises en scène en France
- 1994: Opéra national du Rhin, dans une production de Bernard Sobel, avec Sophia Larson dans le rôle d’Emilia Marty.

- 1997 : Théâtre du Capitole de Toulouse , dans une mise en scène de Pierre Médecin, sous la direction de James Johnson et avec Lisbeth Baslev et Keith Lewis dans les rôles principaux.
- 2000 : Festival d’Aix-en-Provence, avec Stéphane Braunschweig à la mise en scène, Simon Rattle à la direction d’orchestre et Anja Silja dans le rôle de la diva
- 2007 : Opéra de Paris (Opéra Bastille  par Krzysztof Warlikowski avec Angela Denoke, sous la direction de Tomas Hanus[3] (reprises en 2009, 2013 et 2023)
- 2016 : Opéra National du Rhin, mise en scène de Robert Carsen et sous la direction de Marko Letonja
- 2024 : Opéra National de Lyon, mise en scène de Richard Bunel sous la direction de Alexander Joel, avec Aušrinė Stundytė dans le rôle de la diva.